# 박용철 (시인)
박용철(朴龍喆, 1904년 6월 21일~1938년 5월 12일)은 한국의 시인이다. 문학평론가, 번역가로도 활동했다. 본관은 충주, 아호는 용아이다.
'떠나가는 배' 등 식민지 설움을 묘사한 시로 세상에 알려졌으나 실상은 이데올로기나 모더니즘을 지양하고 순수시적 경향을 보였다. 김영랑, 정지용 등과 함께 시문학파를 형성했다.

## 생애
전라남도 광산군(현 광주광역시 광산구)에서 출생하였고 본관은 충주(忠州)이고 아호는 용아(龍兒)이다. 배재고등보통학교를 거쳐 일본 도쿄 아오야마 학원(靑山學園)과 연희전문에서 수학했다.
일본 유학 중 시인 김영랑과 교류하며 1930년 《시문학》을 함께 창간해 등단했다. 1931년 《월간문학》, 1934년 《문학》등을 창간해 순수문학 계열로 활동했다. "나 두 야 간다/나의 이 젊은 나이를/눈물로야 보낼거냐/나 두 야 가련다"로 시작되는 대표작 〈떠나가는 배〉 등 시작품은 초기작이고, 이후로는 주로 극예술연구회의 회원으로 활동하며 해외 시와 희곡을 번역하고 평론을 발표하는 방향으로 관심을 돌렸다.
1938년 결핵으로 사망해 자신의 작품집은 생전에 내보지 못했다. 사망 1년 후 《박용철 전집》이 시문학사에서 간행됐다. 전집의 전체 내용 중 번역이 차지하는 부분이 절반이 넘어, 박용철의 번역 문학에 대한 관심을 알 수 있다. 괴테, 하이네, 릴케 등 독일 시인의 시가 많았다. 번역 희곡으로는 셰익스피어의 《베니스의 상인》, 입센의 《인형의 집》 등이 있다. 극예술연구회 회원으로 활동하며 번역한 작품들이다.
박용철은 1930년대 문단에서 임화와 조선프롤레타리아예술가동맹으로 대표되는 경향파 리얼리즘 문학, 김기림으로 대표되는 모더니즘 문학과 대립해 순수문학이라는 흐름을 이끌었다. 김영랑, 정지용, 신석정, 이하윤 등이 같은 시문학파들이다. 박용철의 시는 김영랑이나 정지용과 비교해 시어가 맑거나 밝지는 않은 대신, 서정시의 바탕에 사상성이나 민족의식이 깔려 그들의 시에서는 없는 특색이라는 평가가 있다. 그는 릴케와 키에르케고르의 영향을 받아 회의·모색·상징 등이 주조를 이룬다.
광주에 생가가 보존돼 있고 광주공원에는 〈떠나가는 배〉가 새겨진 시비도 건립되어 있다. 매년마다 광주광역시 광산구에서는 용아예술제를 열고 있다.
이담우
- 떠나가는 배

## 참고자료
- 권영민 (2004년 2월 25일). 《한국현대문학대사전》. 서울: 서울대학교출판부. 361~362쪽쪽. ISBN 89-521-0461-7.